# 布萊頓鐘樓
布萊頓鐘樓（英語：Brighton Wheel），又名金禧鐘樓（Jubilee Clock Tower），是位於英國城市布赖顿和霍夫中的布萊頓市中心的一座鐘樓。這座建築修建於1888年，以紀念維多利亞女王的金禧。這座建築以其獨特和創新的結構特徵成為布萊頓地標。布萊頓的居民對這座建築有「懷舊感情」。雖然人們對於這座鐘樓的建築價值有很大分歧，但布萊頓鐘樓被列入英格蘭遺產和II級登錄建築。

## 歷史
自18世紀後期當地醫生理查德·羅素著書解釋海水水療的健康效果之後，布萊頓從一座小漁村變為海水浴場和繁華的商業中心。王室亦十分青睞這裡—攝政王（後來的喬治四世）在這裡修建了英皇閣。18及19世紀的交通改善亦吸引了大量遊客和居民。
1780年代時，北街已經發展為一條重要的購物街，其布萊頓商業中心的地位在之後的一個世紀更加提高。這條街道最早出現在14世紀，當時是中世紀鄉村的北界，呈東西方向。西街則是定居點在古代的西部界線，向南延伸至海濱。女王路則修建於1845年，連接布萊頓站和市中心。北街的西段在1830年更名為西路，在1860年代成為布萊頓的主要購物街。
道路在19世紀的後半得到拓寬。1880年時，北街、西路、西街和皇后路的路口成為一主要地標，在中央有一小而舊的候車亭。1881年，當地舉辦了修建新建築的競標，建築師亨利·布蘭奇（Henry Branch）和托馬斯·辛普森中標。但他們的方案並未執行。至1888年，該地都是空地。
維多利亞女王在1887年慶祝了她的金禧，眾多城鎮都修建了金禧鐘樓慶祝。當地的一家廣告商詹姆士·威靈（James Willing）決定在布萊頓修建一座金禧鐘樓，並捐款2,000英鎊。布萊頓舉辦了一場競標，並由倫敦建築師約翰·約翰遜（John Johnson）中標。鐘樓在1888年年初竣工，並在威靈70歲生日時的1888年1月20日啟用。
當地發明家馬格努斯·沃克為鐘樓啟用後不久為鐘樓設計了一個報時球，根據格林尼治皇家天文台傳來的訊號操作報時球。但由於噪音問題，報時球在數年後被禁用。
鐘樓也是19世紀末至20世紀初布萊頓數次反維多利亞示威的發生地，扮演了和倫敦肯辛頓花園阿尔伯特纪念亭類似的角色。
鐘樓被公認為是布萊頓的主要地標之一，並且被描述為是「現代布萊頓的樞紐」。有建築史學家強烈批評這座建築。尼古拉斯·佩夫斯納和伊昂·奈恩批評這座建築「無價值」，並形容其是「巨大的鹽窖」。但其獨特的吸引力亦獲得了「迷人的醜陋」和「極具魅力且愉快」的評價 。最近對城市建築的學術研究評價鐘樓「極為自信和華麗」。
1999年8月26日，鐘樓被列為II級登錄建築。這一地位授予給「具有特殊地位的國家級重要建築」。2001年2月時，鐘樓是布赖顿和霍夫的1,124座II級登錄建築之一（布赖顿和霍夫共有1,218座登錄建築）。

## 建築

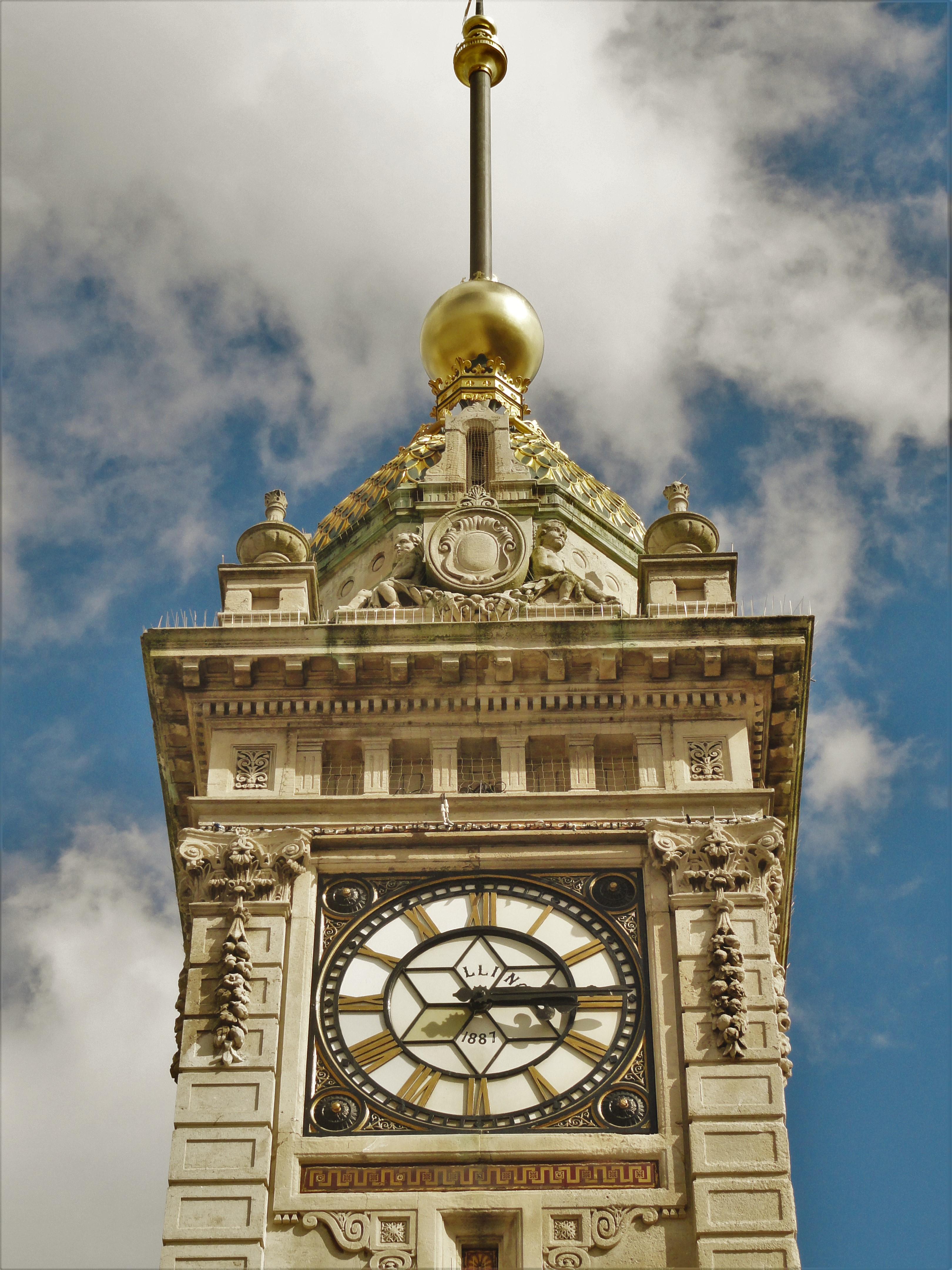
布萊頓鐘樓近景

鐘樓是古典主義建築，帶有巴洛克特徵。建築高75英尺（23），沃克的報時球又為其增高16英尺（4.9）。四個鐘面的直徑是5英尺（1.5）。鐘面上刻有James Willing和1887。方形基座和科林斯柱部分使用粉色花崗岩修建，其它部分使用波特蘭石修建。鐘樓下部裝飾有王室成員的馬賽克肖像，四角有女性雕像。

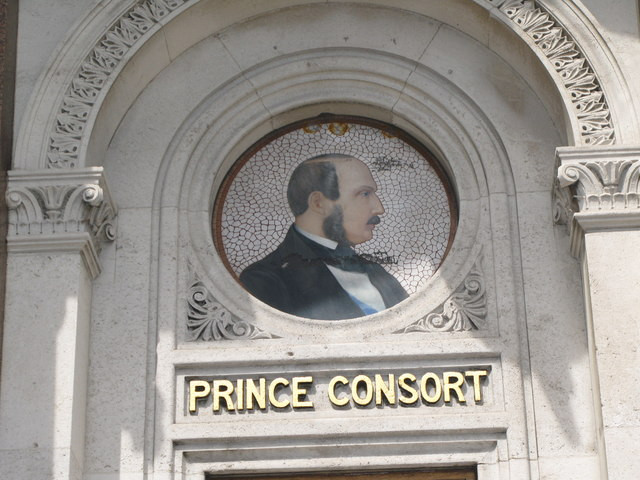
阿爾伯特親王
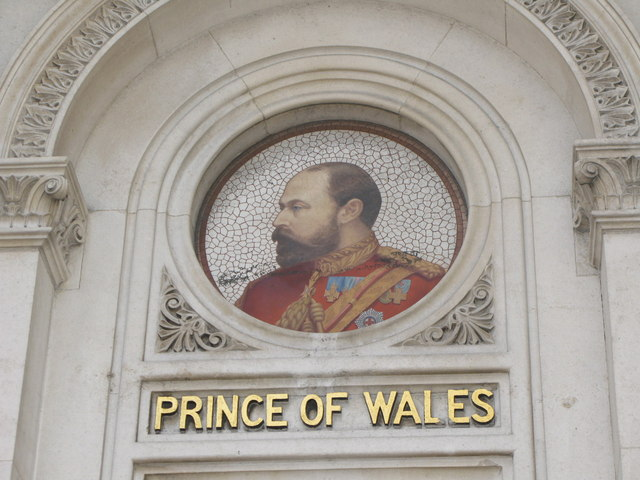
威爾士親王，後來的愛德華七世
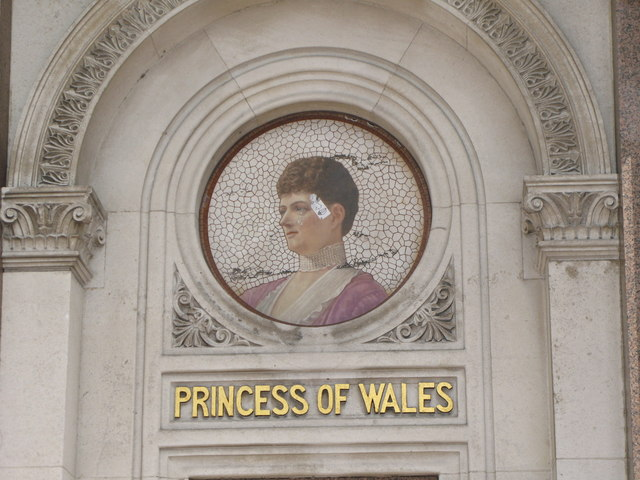
威爾士王妃，後來的亞歷山德拉王后
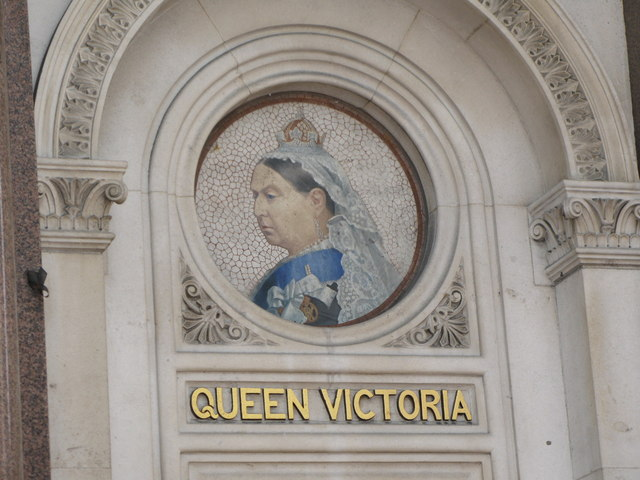
維多利亞女王

### 註解
1. ↑  有文獻稱她的名字是約翰·威靈（John Willing）

### 文獻
- Antram, Nicholas; Morrice, Richard. . Pevsner Architectural Guides. London: Yale University Press. 2008. ISBN 978-0-300-12661-7.
- Brighton Polytechnic. School of Architecture and Interior Design. . Macclesfield: McMillan Martin. 1987. ISBN 1-869865-03-0.
- Carder, Timothy. . Lewes: East Sussex County Libraries. 1990. ISBN 0-86147-315-9.
- Musgrave, Clifford. . Rochester: Rochester Press. 1981. ISBN 0-571-09285-3.
- Nairn, Ian; Pevsner, Nikolaus. . Harmondsworth: Penguin Books. 1965. ISBN 0-14-071028-0.